# Anguilla (personaggio)
Anguilla (Eel) è un personaggio dei fumetti pubblicato dalla Marvel Comics, di cui diversi personaggi hanno indossato i panni.
- Il primo è Leopold Stryke, creato da Stan Lee (testi) e Dick Ayers (disegni).
- Il secondo è Edward Lavell, creato da Kurt Busiek (testi) e Denys B.Cowan (disegni).

## Biografia del personaggio

### Leopold Stryke
Nel corso degli anni diverse persone hanno assunto l'identità dell'Anguilla. Il primo è stato Leopold Stryke, un ex guardiano di un acquario che decidendo di migliorare il suo tenore di vita assunse l'identità criminale dell'Anguilla dopo essersi confezionato un costume isolante capace di proiettare delle scariche elettriche e di impedire agli avversari di poterlo afferrare, grazie a una speciale sostanza scivolosa che ricopriva il costume, rendendolo così molto simile all'animale da cui prende il nome.
All'inizio della sua carriera Stryke affronta la Torcia Umana e Devil, ma viene sconfitto in entrambe le occasioni. Lo stesso succede quando si allea con Electro per affrontare Uomo Ragno. Ma questo non gli ha impedito di mettersi al servizio di criminali di primo piano come il Dottor Destino e il Conte Nefaria, agli ordini dei quali affrontò rispettivamente i Fantastici Quattro e gli X-Men, e agli ordini di Testa d'Uovo quando combatté Alpha Flight. L'Anguilla venne costantemente sconfitta sia quando combatteva da sola o assieme ad altri criminali, come quando fu sconfitto dal duo formato da Capitan America e Falcon.
Incarcerato, assieme al fratello divenuto anch'esso un criminale, venne liberato dal Cobra e invitato a far parte della Squadra dei Serpenti, che venne sconfitta a Capitan America. Di nuovo in prigione Leopold venne fatto evadere da fratello Viper, che nel frattempo aveva assassinato suo fratello nel tentativo di convincerlo a far parte della sua Squadra dei Serpenti. Una volta scoperta la verità l'Anguilla abbandonò il gruppo e si trasferì in California dove proseguì la sua carriera criminale, che gli fu fatale. Entrando in possesso di un oggetto in grado di disintegrare la materia il Gladiatore si mise sulle sue tracce, assoldato dall'Esecutore che desiderava per sé l'oggetto, e lo uccise.

### Edward Lavell
La seconda persona ad assumere l'identità dell'Anguilla fu Edward Lavell, un membro del Maggia, e non è dato sapere il modo in cui entrò in possesso del costume del suo predecessore, ma l'utilizzò per la prima volta per tentare di far evadere di prigione Testa di Martello, non riuscendo a portare a termine il compito dato che fu fermato da Luke Cage e Pugno d'acciaio. Successivamente, assieme ad altri criminali, affrontò i Fantastici Quattro ma fu imprigionato alla Volta. Liberato affrontò in seguito Capitan America, e successivamente entrò a far parte dei Nuovi Duri assemblati dalla Rosa per la sua guerra di bande criminali a New York. In questa occasione i Duri vennero sconfitti da uno Spider-Man con una “Spider-armatura” isolante. Sempre assieme ai Duri pianificò l'arresto di Mr. Hyde accusato di assassinio, ma grazie all'intervento di Devil l'innocenza del criminale fu provata e al suo posto fu l'Anguilla a finire in prigione. Una volta libero si alleò ai Signori del Male ma fu sconfitto dai Thunderbolts, ma in seguito tornò a lavorare per i suoi vecchi padroni del Maggia solo per finire incarcerato per l'ennesima volta. Stanco delle continue sconfitte decise di partecipare al torneo organizzato da Viper a Madripoor, ma solo per finire ucciso in uno scontro con Toad.

### Guerra segreta
Non si conosce l'identità della persona che sta attualmente usando l'identità dell'Anguilla, ma la sua prima missione fu attaccare lo S.H.I.E.L.D. assieme ad altri criminali potenziati da Lucia von Bardas, successivamente fu reclutato dal Barone Helmut Zemo per far parte dei suoi Thunderbolts durante la guerra civile dei supereroi e nella battaglia contro il Gran Maestro.

### Civil War
L'Anguilla fu arruolata dai Thunderbolts per servire nel loro cosiddetto esercito. Dopo il suo scioglimento, l'Anguilla era tra i supercriminali che presenziarono al funerale di Stilt-Man al "Bar senza nome", durante il quale il Punisher avvelena le bevande e fa poi saltare in aria il locale. Lavell ha fatto la sua comparsa come membro della nuova Squadra dei serpenti di Sin. Ha partecipato a parecchie missioni omicide, compresa una progettata per danneggiare i mercati azionari asiatici. Ha fatto evadere Crossbones dalla prigione e poi ha attaccato la Casa Bianca, ma è stato fermato dal nuovo Capitan America.

## Poteri e abilità
L'Anguilla indossa un costume isolante, in grado però di emettere delle scariche elettriche. Questa tuta è impregnata di una sostanza che impedisce agli avversari di afferrarlo e bloccarlo, e possiede una sorta di sistema radar che permette di identificare chiunque entri nel suo campo energetico.